# MathType
MathType è un software proprietario creato da Design Science che permette la creazione di notazioni matematiche inseribili in programma di videoscrittura (Microsoft Word, OpenOffice.org, Apple Pages, Google Docs...), siti internet, presentazioni (PowerPoint, Keynote...), e documenti in TeX, LaTeX e MathML.

## Caratteristiche
- Compatibilità con oltre 350 applicazioni e siti web:
  - può lavorare con Microsoft Office 2010, 2008, 2007, 2004, 2003, XP e X
  - può lavorare con iWork '09
- 5 modi diversi per creare equazioni:
  - Scrittura a mano: riconoscimento delle formule scritte a mano
  - Punta-e-Clicca WYSIWYG Editing con formattazione automatica
  - Shortcut attraverso la tastiera
  - Type TeX o LaTeX
  - Copia-e-Incolla
- Salvataggio nella barra degli strumenti delle equazioni utilizzate più di frequente

## Cronologia delle versioni
Design Science ha rilasciato le seguenti versioni di MathType:
- MathType 1.0 (1987)
- MathType 3.5 (1997)
- MathType 4.0 (1999)[1]
- MathType 5.0 (2001)[2]
- MathType 6.0 (2007)[3]
- MathType 6.5 (2008)[4]
- MathType 6.6 (2009)[5]
- MathType 6.7 (2010)
- MathType 6.8 (2012)
- MathType 6.9 (2013)[6]